# Cham Sīāh
Cham Sīāh (persiska: چم سياه, چَمِ سِياه, چَمِ سياه) är en förstörd befolkad plats i Iran.   Den ligger i provinsen Kohgiluyeh och Buyer Ahmad, i den centrala delen av landet, 600 km söder om huvudstaden Teheran. Cham Sīāh ligger 684 meter över havet och antalet invånare är 118.
Terrängen runt Cham Sīāh är varierad, och sluttar söderut. Runt Cham Sīāh är det ganska glesbefolkat, med 47 invånare per kvadratkilometer. Närmaste större samhälle är Dehdasht, 15,5 km öster om Cham Sīāh. Omgivningarna runt Cham Sīāh är i huvudsak ett öppet busklandskap.